# Williams FW14
Der Williams FW14 ist ein Formel-1-Rennwagen, den das Williams-Team in der Formel-1-Weltmeisterschaft 1991 und der Formel-1-Weltmeisterschaft 1992 einsetzte. Das Auto wurde von Adrian Newey entworfen und vom Briten Nigel Mansell sowie dem Italiener Riccardo Patrese pilotiert.

## Hintergrund
Im Jahr 1990 kam Adrian Newey als Aerodynamiker zu Williams. Newey hatte zuvor beim Team von March nur bescheidene Budgets zur Verfügung gehabt. Bei Williams hatte Newey nun mit einem größeren Budget ganz andere Möglichkeiten. Der FW14 war bis auf den Motor des Vorgängers ein völlig neues Auto.

## Fahrer
Riccardo Patrese war bereits seit 1987 im Team. Nigel Mansell kam von Ferrari zu Williams zurück und verschob dafür seine Ruhestandspläne. Thierry Boutsen hatte das Team verlassen.

## Lackierung
Die Lackierung des Fahrzeugs erfolgte in Weiß, Gelb und Blau der Sponsoren Canon, Labatt’s und Camel. Weitere Kleinsponsoren waren auf den Autos zu sehen. Mansell fuhr mit der roten Startnummer 5 (red five) und Patrese mit der weißen Nummer 6.

## Williams FW14
Der FW14 gab sein Debüt beim Großen Preis der USA im März 1991. Das Fahrzeug hatte immer wieder technische Probleme. Trotzdem gewannen Mansell und Patrese in Summe sieben Grands Prix. Da der McLaren MP4/6 von Ayrton Senna während der ganzen Saison eine bessere Zuverlässigkeit zeigte, gewann Senna die Weltmeisterschaft. Mansell wurde zweiter mit 24 Punkten Rückstand. Er musste dabei aufgrund von Defekten des damals für Williams neuen halbautomatischen Getriebes mehrere Ausfälle hinnehmen. McLaren gewann auch die Konstrukteurs-Weltmeisterschaft vor Williams. Insgesamt wurden vom Typ FW14 sieben Fahrgestelle gebaut.